# Wearing the Inside Out
"Wearing the Inside Out" es una canción del álbum de 1994 de Pink Floyd The Division Bell, compuesta por el teclista Richard Wright, que además canta una melodía principal.
La canción nunca fue interpretada en vivo por Pink Floyd, aunque fue tocada por David Gilmour en el tour On An Island de 2006, y aparece en el DVD de Remember That Night y en el CD bonus de la versión Deluxe del Live in Gdańsk.

## Personal
- Richard Wright - teclados y voz principal
- David Gilmour - guitarra, voz principal en el tercer verso y bajo
- Nick Mason - batería y percusión
- Dick Parry - Saxofón Tenor
- Sam Brown, Durga McBroom, y Carol Kenyon - Segundas voces